# Appana comoriensis
Appana comoriensis är en fjärilsart som beskrevs av Pierre E.L. Viette 1978. Appana comoriensis ingår i släktet Appana och familjen nattflyn. Inga underarter finns listade i Catalogue of Life.